# Димитър Хаджииванов
 Тази статия е за просветния деец.  За скулптора вижте Димитър Хаджииванов (скулптор).  
Димитър Хаджииванов Стоянов е български просветен деец и преводач.

## Биография
Роден е на 24 юни 1852 година в Ямбол. Учи в Ямбол и на Малта. В 1870 година завършва Робърт колеж в столицата Цариград и става учител по френски, география и химия в родния си град. В 1876 година става член на революционния комитет в Ямбол и участва в подготовката на въстание. След Априлското въстание е заточен в град Болу, Мала Азия.
След 1878 година е кмет на попадналия в Източна Румелия Ямбол, а по-късно е финансов инспектор в столицата Пловдив и перфект на Сливен. По-късно работи като директор на гимназии в Цариград, Одрин – Одринската българска мъжка гимназия, и София. Директор е на Солунската българска мъжка гимназия от 1891 до 1892 година. Преподава в гимназията от 1888 до 1890, от 1891 до 1893 и от 1897 до 1898 година.
Избиран е за депутат. Превежда Виктор Юго („История на едно престъпление“, 1884 – 1885, „Клетниците“, 1888, „Парижката Света Богородица“, 1890), Ги дьо Мопасан, Жул Верн, Едмондо де Амичис, Джон Лок. Издава биографии на Михаил Лермонтов, Джузепе Гарибалди, Молиер, Юго и други.